# ŠK Branik Maribor
ŠK Branik Maribor – słoweński klub szachowy z siedzibą w Mariborze.

## Historia
Klub został założony w 1919 roku. W 1998 roku awansował do Državnej članskie ligi. W sezonie 1999 klub, z Rusłanem Ponomariowem w składzie, zajął czwarte miejsce w lidze, a rok później – piąte. W 2001 roku Branik Maribor zajął trzecie miejsce w mistrzostwach kraju, ulegając jedynie ŽŠD Maribor ŠK Piramida i Kovinarowi Maribor; czołowym zawodnikiem klubu był wówczas Mladen Palac. Sezon 2006 klub zakończył uzyskaniem wicemistrzostwa kraju. W latach 2008–2009 klub uzyskał trzecie miejsce w lidze. W sezonie 2010 zespół zajął piątą pozycję w lidze. W 2013 roku klub zakończył rozgrywki ligowe na trzecim miejscu. W 2016 roku Branik spadł z ligi. W sezonie 2018 zespół powrócił na najwyższy poziom rozgrywek i zajął wówczas trzecie miejsce. W kadrze drużyny znajdowali się wówczas m.in. Róbert Ruck i Marko Tratar. W sezonach 2019–2020 zespół uzyskał czwarte miejsce w lidze. W sezonie 2021 klub był piąty w lidze, a rok później – ponownie czwarty.